# قوش قية سي (مراغة)
قوش قية سي هي قرية في مقاطعة مراغة، إيران. عدد سكان هذه القرية هو 137 في سنة 2006.